# روبن عمر رومانو
روبن عمر رومانو (انگلیسی: Rubén Omar Romano؛ زادهٔ ۱۸ مهٔ ۱۹۵۸) بازیکن فوتبال اهل آرژانتین است.
از باشگاه‌هایی که در آن بازی کرده‌است می‌توان به باشگاه فوتبال کرتارو، باشگاه فوتبال کروز آزول، باشگاه لئون، باشگاه ورزشی سن لورنسو آلماگرو، باشگاه فوتبال آمریکا، و باشگاه فوتبال اتلتیکو هوراکان اشاره کرد.